# 安妮·佛萊契
安妮·佛萊契（Anne Fletcher，1966年5月1日－）是美国舞蹈家、演员、编舞和电影导演。她最出名的是她的电影《舞出真我》(2006)、  《27件禮服的秘密》(2008) 和《愛情限時簽》(2009)。